# 56, rue Pigalle
56, rue Pigalle è un film del 1949 diretto da Willy Rozier.

## Trama
Nel corso di una regata  due vele  rivali, condotte da  Jean Vigneron e Inès de Montalban, procedono in un pericoloso testa a testa e la barca condotta da Ines, per una manovra errata, causa un incidente a quella di Jean che si trova ad avere l’albero spezzato in acqua. Durante l’avventata sfida gli sguardi dei due contendenti si erano incrociati.

## Produzione
Il film fu prodotto dalla Sport-Films.

## Distribuzione
Distribuito dalla Astoria Films, uscì nelle sale cinematografiche francesi il 18 marzo 1949